# Ancient Dreams in a Modern Land (canção)
"Ancient Dreams in a Modern Land" é uma canção escrita e gravada pela cantora e compositora galesa Marina para o seu quinto álbum de estúdio com o mesmo nome (2021). Foi lançado como o terceiro single do álbum em 19 de maio de 2021, pela Atlantic Records, estreando junto com o anúncio de um concerto livestreaming intitulado Ancient Dreams: Live from the Desert. A música é uma faixa pop rock, disco e electropop com uma batida do tipo glam rock, e foi produzida por Marina e James Flannigan. Os críticos chamaram de reminiscência do single "Womanizer" (2008) de Britney Spears. Um videoclipe inspirado em VHS estreou no dia do lançamento da música.

## Histórico e lançamento
Em janeiro de 2020, Marina anunciou que havia começado a trabalhar em seu quinto álbum de estúdio, o seguimento de Love + Fear (2019). O primeiro single do projeto, "Man's World", foi lançado em novembro após um longo atraso devido à pandemia COVID-19. Ela seguiu com o segundo single "Purge the Poison" em abril de 2021, e revelou o título do álbum, Ancient Dreams in a Modern Land, e sua lista de faixas. Além disso, ela anunciou que lançaria mais dois singles, em apoio ao álbum, dentro de um mês. "Ancient Dreams in a Modern Land" é o terceiro single do álbum. James Flannigan produziu a música com Marina, que é considerada a única compositora.
Marina primeiro compartilhou uma prévia da faixa-título em 11 de maio de 2021 através de sua conta no Twitter. A canção foi lançada oficialmente em 19 de maio de 2021 para download e streaming digital, através da Atlantic Records. No mesmo dia nos Estados Unidos, a música foi incluída com os singles anteriores "Man's World" e "Purge the Poison" como parte de uma reprodução digital estendida no Spotify. A estreia da música coincidiu com o anúncio de um concerto livestreaming, Ancient Dreams: Live from the Desert, transmitido em 12-13 de junho de 2021.

## Composição e letras
"Ancient Dreams in a Modern Land" é uma música pop rock, disco e electropop com uma batida de estilo glam rock. É apoiada por bateria e um "riff de guitarra cinematográfica". Danielle Chelosky do Stereogum opinou que a música tem a mesma energia de "Womanizer" (2008) de Britney Spears e do single anterior, "Purge the Poison". Ela também se referiu a isso como o possível retorno de Marina aos "hinos idiossincráticos influenciados pela internet que povoaram o Tumblr por anos". Da mesma forma, Vicky Greer do Gigwise descreveu o som da música como o retorno de Marina "ao inebriante dance-pop do final dos anos 2000, com uma mensagem muito mais moderna". Thomas H. Green, doThe Arts Desk's, descreveu-o como "um stomper electro -glam-pop" que é, musicalmente, uma reminiscência de "Womanizer" e do single " Strict Machine" (2003) do Goldfrapp.
De acordo com Tristan Kinnett do Mxdwn, a letra da música mostra Marina imaginando "a possibilidade de deixar sua forma terrestre para trás". Ela canta o refrão ("Eu não sou meu corpo, nem minha mente ou meu cérebro / Nem meus pensamentos ou sentimentos, eu não sou meu DNA") em um vibrato agudo.

## Recepção critica
Chelosky fez uma crítica positiva de "Ancient Dreams in a Modern Land", prevendo que marcará o regresso de Marina "a uma imagem interessante que impregna a música de personalidade". Abigail Firth, do Dork, chamou a canção de "um de seus lançamentos mais descaradamente divertidos e vibrantes" e sentiu que lembrava o som de seu álbum de estreia, The Family Jewels (2010). Um colaborador do Contactmusic.com disse que a música era tão forte quanto "Man's World" e "Purge the Poison".

## Vídeo musical
O videoclipe de "Ancient Dreams in a Modern Land", referido como o "visual" da música, foi lançado em 19 de maio de 2021. Damian Jones da NME chamou o vídeo de "inspirado em VHS", enquanto o colaborador do Contactmusic.com o descreveu como "retro, semi-psicodélico, Barbarella encontra Bond".

## Faixas e formatos
Download digital/streaming
1. "Ancient Dreams in a Modern Land" – 3:26

Streaming - edição Spotify (EP)
1. "Ancient Dreams in a Modern Land" – 3:26
2. "Purge the Poison" – 3:16
3. "Man's World" – 3:28

## Histórico de lançamento
| Região         | Data               | Formato(s)                 | Versão     | Gravadora(s) | Ref.  |
| -------------- | ------------------ | -------------------------- | ---------- | ------------ | ----- |
| Várias         | 19 de maio de 2021 | Download digital streaming | Original   | Atlantic     | [ 8 ] |
| Estados Unidos | 19 de maio de 2021 | streaming                  | EP Spotify | Atlantic     | [ 9 ] |